# 更樓石

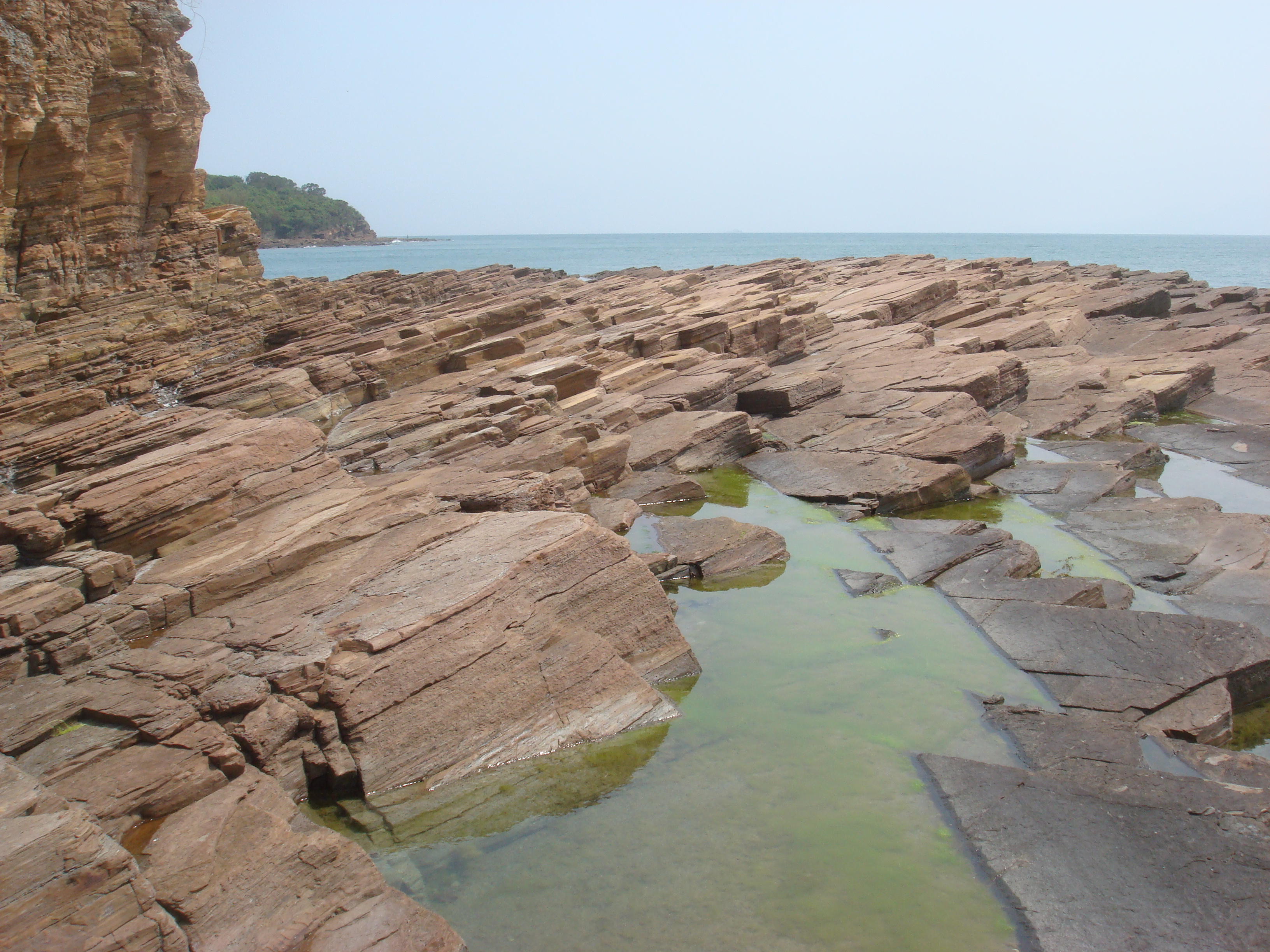
圖左為更樓石

更樓石是香港新界東平洲一個地方，也是香港地質公園的其中一個景點，為兩條高7米的沉積岩石柱，豎立於海蝕平台之上，遠觀就像兩座更樓一樣，故得「更樓石」之名。
走過難過水，便到達島上的最東面。樓高兩層的兩座海蝕柱在海蝕平台上相對著，似是守護東平洲的更樓，雄偉非凡。水退時，海蝕平台會變成潮間帶的潮池，也成為小魚、海膽、海參等生物的樂園。

## 文化
更樓石的景色被用於2014年香港通用郵票面值3.7港元郵票的圖案。